# Yiğitali, Osmangazi
Yiğitali là một xã thuộc quận Osmangazi, tỉnh Bursa, Thổ Nhĩ Kỳ. Dân số thời điểm năm 2011 là 530 người.